# 源仲光
源 仲光（みなもと の なかみつ）は、平安時代後期の武将。源仲家の嫡男で、弟に仲賢がある。木曾義仲は叔父に当たる。九条院判官代。蔵人太郎と号した。

## 略歴
治承4年（1180年）、父・仲家の養父である摂津源氏の源頼政が挙兵すると、父と共にこれに従い、宇治平等院の戦いにおいて、頼政、仲家らと共に討死を遂げた。
『続群書類従』所収の『吉良系図』によれば、仲長という男子と河原林忠元の室となった女子があったという。